# غريت شففرد (باركشير)
غريت شففرد (بالإنجليزية: Great Shefford)‏ هي قرية و أبرشية مدنية تقع في المملكة المتحدة في إنجلترا. يقدر عدد سكانها بـ 937 نسمة ومساحتها 13.6 كم2 .